# 謝浩南
謝 浩南（しゃ こうなん、シェ・ハオナン、英語: Xie Haonan、2000年9月29日 - ）は、中華人民共和国の男子バドミントン選手。

## 経歴
ジュニア時代は、朱海源とペアを組んでいた。
シニアレベルからは2歳年下の曾維瀚とペアを組む。
2024年2月のアジア団体選手権の決勝で第1ダブルスとして出場。対するマレーシア1番手の、元世界王者アーロン・チア / ソー・ウーイックをファイナルデュースの激戦で破り、圧巻の下克上を果たした。